# Rhaphuma teres
Rhaphuma teres är en skalbaggsart som beskrevs av Holzschuh 1989. Rhaphuma teres ingår i släktet Rhaphuma och familjen långhorningar.
Artens utbredningsområde är Sri Lanka. Inga underarter finns listade i Catalogue of Life.